# Partido Solidario

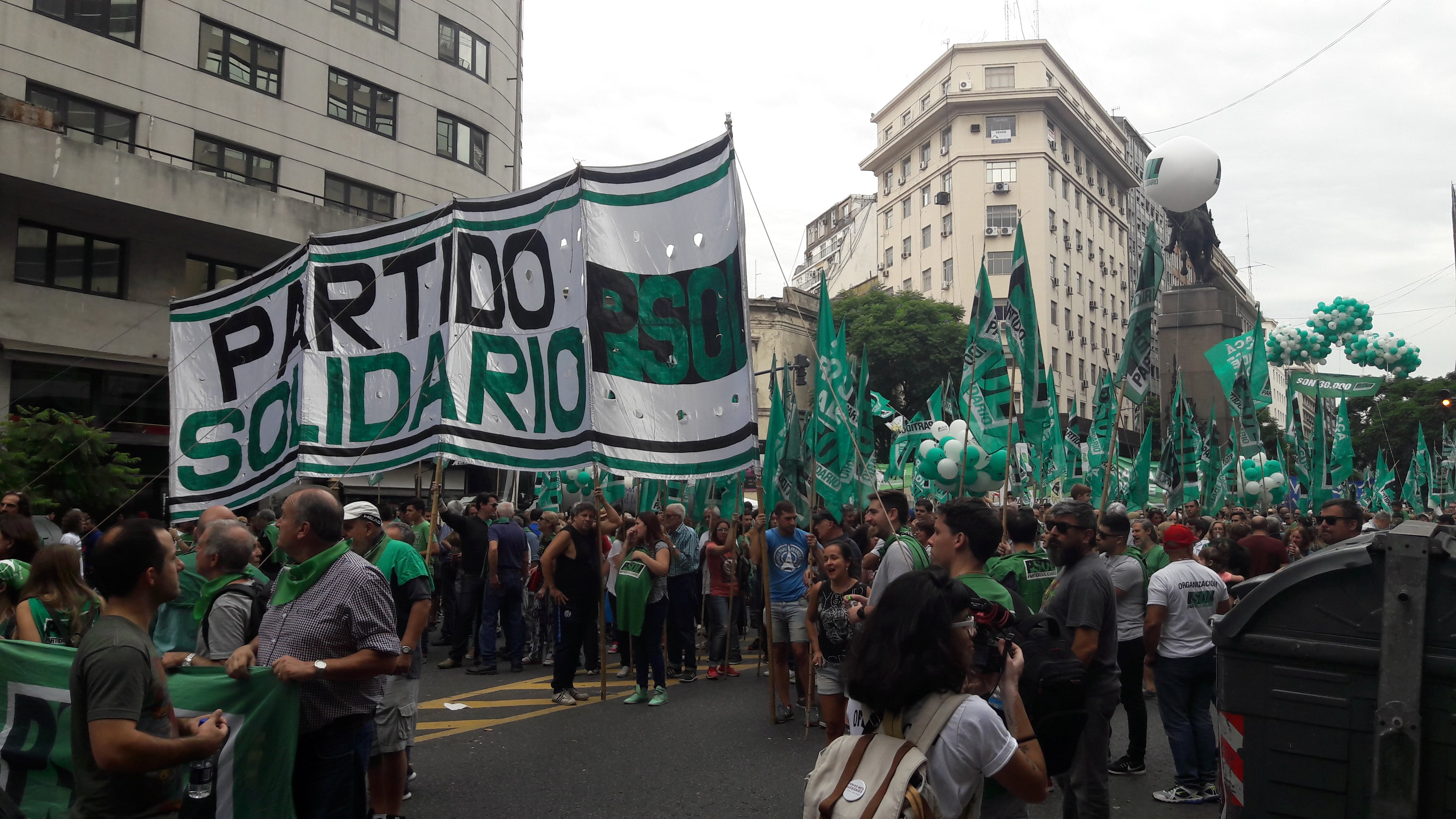
El partido en la marcha del Día Nacional de la Memoria por la Verdad y la Justicia de 2018.

El Partido Solidario es un partido político argentino de izquierda fundado el 23 de marzo de 2007 por Carlos Heller. Según su declaración de principios, promueve una convivencia solidaria y participativa de la ciudadanía en los aspectos que atañen a la democracia, el acceso a la salud y a la educación universal y una redistribución de la riqueza.

## Historia

### Antecedentes
Su fundador, Heller siempre ha estado vinculado a los sectores de la izquierda Argentina. Él mismo declara que su lectura preferida son los socialistas utópicos y que su referente político es Floreal Gorini, un destacado dirigente comunista y cooperativista.
Heller formó parte del grupo Encuentro de Rosario lanzado en 2004, junto a otros dirigentes como el economista Claudio Lozano, la religiosa Martha Pelloni, la dirigente radical Margarita Stolbizer, sectores del ARI, el Partido Socialista, el Partido Comunista y el sindicalista Víctor De Gennaro. Algunos sectores que participaron de estas reuniones se presentaron en las elecciones legislativas de 2005 con el nombre Encuentro Amplio y las candidaturas de Jorge Rivas en la Provincia de Buenos Aires y de Patricio Echegaray en la Capital. Heller apoyó estas listas.

### Origen
En 2007 Heller creó el Partido Solidario y fue uno de los referentes de Diálogo por Buenos Aires, un frente político que aglutinó a su fuerza política, al exjefe de Gobierno porteño Aníbal Ibarra y al diputado nacional Miguel Bonasso. Posteriormente, hicieron un acuerdo electoral con el Frente para la Victoria (el sello electoral que incluía al Partido Justicialista y que lideraba el entonces presidente Néstor Kirchner). Esta coalición contempló la fórmula Filmus (FPV) - Heller (DPBA) para competir por la jefatura de gobierno de la Ciudad Autónoma de Buenos Aires.
Presentó numerosos proyectos de ley, entre ellos la declaración de la actividad Financiera como servicio público con el objetivo de impulsar el financiamiento productivo general, en particular de las micro, pequeñas y medianas empresas nacionales y promover para lo cual reunió más de medio millón firmas en respaldo.

### El Partido en las elecciones
El 3 de junio de 2007 compitió por la Vicejefatura de Gobierno de la Ciudad Autónoma de Buenos Aires, acompañando a Daniel Filmus, con el siguiente resultado (98.25 % mesas escrutadas): Macri-Michetti 45,62% Filmus-Heller 23,77 %
Debido a que ningún candidato alcanzó a superar el 50% de los votos, el 24 de junio Mauricio Macri-Gabriela Michetti y Daniel Filmus-Carlos Heller volvieron a enfrentarse en un balotaje o segunda vuelta. El triunfo correspondió a la fórmula Macri-Michetti, siendo elegidos Jefe y Vicejefe de Gobierno.
En las elecciones legislativas de 2009, en la ciudad de Buenos Aires se presentó en alianza con el Frente para la Victoria, obteniendo 210.136 votos, el 11,6% del total de sufragios y 4 legisladores por la ciudad y 1 diputado nacional.
En las elecciones presidenciales de Argentina de 2011, apoyó la candidatura de Cristina Fernández de Kirchner.
En el marco de las Elecciones legislativas de 2013, Heller renovó su banca de diputado nacional por la Ciudad de Buenos Aires. Fue elegido junto con el legislador porteño Juan Cabandié y la presidenta del INCAA, Liliana Mazure. 
Fue precandidato a jefe de Gobierno porteño en la P.A.S.O 2015, por el Frente Unidos Por la Ciudad, dentro del Frente para la Victoria. Ante el cierre de listas en la Capital Federal, acordó una lista única de legisladores y comuneros con el precandidato presidencial Jorge Taiana y el exjefe de Gobierno Aníbal Ibarra. Esta nómina fue apoyada por el Movimiento Evita y encabezada por el líder de Partido Solidario Edgardo Form. Este Lista quedó afuera de las Primarias y apoyó a Mariano Recalde para las Elecciones Generales.
En las elecciones legislativas del 2017 de la Ciudad de Buenos Aires, participó como cuarto precandidato a diputado de Unidad Ciudadana y compitió en las P.A.S.O. de Unidad Porteña junto con Itai Hagman  - AHORA Buenos Aires - y Guillermo Moreno de - Honestidad y Coraje -.
En el marco de las Elecciones Presidenciales de 2019, las listas que disputarán las Primarias, Abiertas, Simultáneas y Obligatorias (PASO) a nivel nacional el próximo domingo 9 de agosto, y se determinó que Eduardo Fernández sea quien encabece la lista de candidatos a diputados nacionales del Frente de Todos en Córdoba, lista que encabezan Alberto Fernández y Cristina Fernández de Kirchner, como candidatos a Presidente y Vicepresidenta de la Nación.
La Lista
El resto de la lista la completan dirigentes partidarios, gremiales, sociales y universitarios de Córdoba, lo que demuestra una lista amplia y con representantes con trayectoria.
1) Eduardo Fernández (PSol y Apyme)
2) Gabriela Estévez (actual diputada nacional y referente de La Cámpora)
3) Pablo Chacón (Sindicato de Comercio)
4) Mirta Iriondo (Decana FAMAF, UNC)
5) Franco Saillén (Legislador y referente de la Juventud Sindical Peronista)
6) Cecilia “Checha” Merchán (Diputada Parlasur y referente de La Colectiva)
7) Ignacio Basélica (Partido de la Victoria)
8) Malvina Tosco (Movimiento Alfonsinista – Kolina)
9) Federico Iribarren (EDE)
Suplentes
1) Glenda Henze (Partido del Trabajo y del Pueblo)
2) Fernando Adrián Schüle (Partido Humanista)
3) Constanza San Pedro (Frente Patria Grande)
4) Julio César Martínez (Partido Comunista)
5) Zaida Charafedin (Consejo de Organizaciones de Unidad Ciudadana)
6) Jorge Omar Sánchez (Forja)